# São Gens
São Gens ist eine Gemeinde im Norden Portugals.
São Gens gehört zum Kreis Fafe im Distrikt Braga, besitzt eine Fläche von 14,8 km² und hat 1643 Einwohner (Stand 19. April 2021).